# Pascal Gabriel
Pour les articles homonymes, voir Gabriel.
Pascal Gabriel est un musicien belge. Sa carrière musicale débute en 1977 avec le groupe de punk rock The Razors (guitare basse et choriste). Il a quitté la Belgique à la fin des années 1970 pour s'installer à Londres en tant qu'ingénieur du son travailleur indépendant dans de multiples studios. Il se fait connaître grâce à des remixes innovants pour des artistes comme Marc Almond (du duo Soft Cell) et Yello.
Vers la fin des années 1980, il produit et coécrit pour S'Express et Bomb the Bass (deux des plus grands artisans de l'échantillonnage de l'époque). Pascal Gabriel revendique des succès comme le titre numéro un en Angleterre Theme from S'Express de S'Express, ou encore le numéro deux Beat Dis' de Bomb the Bass.
Devant le succès de S'Express et Bomb the Bass, il s'implique alors dans une série de projets pour mixer, produire et écrire avec une variété d'artistes, tels que Claudia Brücken (Propaganda), Erasure (dont il remixe la chanson It Doesn't Have to Be sur l'album The Two-Ring Circus, 1987), et Debbie Harry (Blondie).
Dans les années 1990, Pascal Gabriel change de registre pour passer du beats and breaks à la musique 'indie' anglaise, coproduisant par exemple le titre Regret de New Order. Il collabore également avec EMF, Inspiral Carpets et Kitchens of Distinction.
Dans les années 2000 et 2010, il passe à la pop, en signant des tubes, notamment Here with Me et No Angel de Dido, et collabore avec entre autres Ladyhawke, Miss Kittin, Goldfrapp, Bebel Gilberto, Kylie Minogue ou encore le groupe Trip Hop belge Airlock.
En 2018 il signe avec le label bruxellois Crammed Discs pour son projet solo, Stubbleman, un retour à ses racines plus électroniques et expérimentales. Il sort en 2019 son début album, loué par la critique,, Mountains and Plains: une musique instrumentale, entre électronique et classique minimaliste qui mêle des enregistrements sonores avec des synthétiseurs modulaires et du piano acoustique.